# CRAterre
Pour l’article ayant un titre homophone, voir Cratère.
CRAterre, Centre de recherche et d'application en terre, est une association créée en 1979 à l'initiative d'étudiants et destinée à promouvoir l'architecture de terre crue. Devenue laboratoire de recherche sur l'architecture en terre crue basé à l'École nationale supérieure d'architecture de Grenoble (ENSAG), il réunit une trentaine de  chercheurs, professionnels et enseignants autour d'un projet de diffusion des savoirs et savoir-faire de la construction en terre crue en France et à travers le monde.

## DSA architecture de terre
Depuis 1984, le CRAterre dispense une formation de niveau Post-Master de deux ans sur l'architecture de terre crue débouchant sur un diplôme de spécialisation et d'approfondissement (DSA) en architecture de terre. Les trois axes principaux de cette formation sont :
- le patrimoine et la conservation
- la physique de la matière en grain
- les établissements humains

## Chaire UNESCO architectures de terre
Pilotée par le laboratoire CRAterre-ENSAG depuis 1998, la Chaire UNESCO "Architectures de terre, cultures constructives et développement durable" a pour vocation d'accélérer la diffusion, au sein de la communauté internationale, des savoirs scientifiques et techniques sur l'architecture de terre (pisé, bauge, torchis, adobe, etc.) dans le domaine du patrimoine mondial et des établissements humains (habitat).

## Notoriété
Souvent présenté dans les médias comme centre international de la construction en terre en raison de son activité sur plusieurs continents,,,, CRAterre est, à travers son fondateur Patrice Doat, l'un des lauréats 2016 du Global award for sustainable architecture (prix international pour l'architecture durable),.